# Ricardo Guzmán
Ricardo Guzmán Millas (Rancagua, 4 de junio de 1979) es un abogado y político chileno. Fue Intendente y posteriormente el primer Delegado Presidencial de la Región del Libertador General Bernardo O'Higgins en el segundo gobierno de Sebastián Piñera. Anteriormente se desempeñó como Concejal de Rancagua, entre 2011 y 2020.

## Biografía
Nació el 4 de junio de 1979. Estudió en el Instituto Regional de Educación (IRE) de Rancagua, desde donde egresó el año 1996. Sus estudios de Derecho los realizó en la Universidad de Las Américas.

### Carrera política
Durante el primer gobierno de Sebastián Piñera, ocupó el cargo de director regional del INJUV O'Higgins. El año 2011 asume el cargo de concejal en la Municipalidad de Rancagua, en reemplazo de Pamela Medina, siendo reelecto en dos oportunidades. Se mantuvo en el cargo hasta noviembre de 2020, cuando renuncia al cargo con miras a las próximas elecciones de consejeros regionales. Finalmente dio un paso al costado en esta carrera.
En 2021, el presidente Sebastián Piñera designa a Ricardo Guzmán Millas como nuevo Intendente de la Región de O’Higgins, en reemplazo de Rebeca Cofré, cargo que asumió el 15 de febrero.